# Pogrom van Kielce

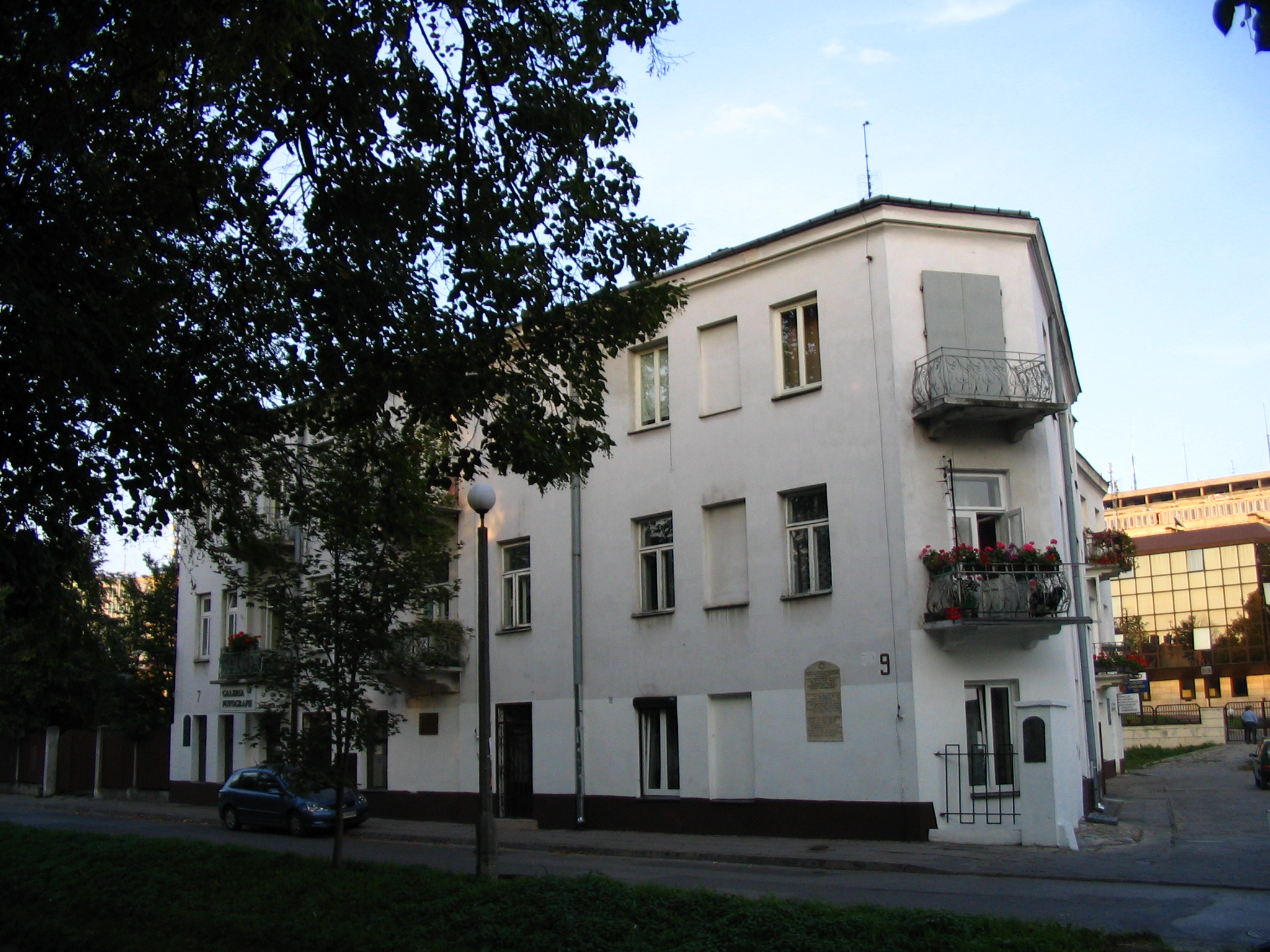
Het gebouw aan de Plantystraat no.7

De pogrom van Kielce vond op 4 juli 1946 plaats in de Poolse stad Kielce. Van 200 Poolse Holocaust-overlevenden werden er 41 vermoord en 82 verwond toen zij terugkeerden na het eind van de oorlog. Hoewel er grotere pogroms hebben plaatsgevonden, was de pogrom van Kielce een erg onrustwekkende gebeurtenis, omdat de aanval veertien maanden na het einde van de Tweede Wereldoorlog plaatsvond.

## De pogrom
Gedurende de nazibezetting werden de Joodse inwoners van Kielce gedeporteerd naar concentratiekampen. In de zomer van 1946 keerden 200 voormalige (Joodse) inwoners terug naar de stad. De meesten van hen kwamen in het gebouw aan de Plantystraat nr. 7 terecht. Op 1 juli 1946 verliet een christelijk jongetje Kielce. Toen hij na enige dagen terugkeerde, beweerde hij dat hij ontvoerd was geweest door Joden. Het jongetje beschuldigde de Joodse bevolking ervan om om rituele redenen baby's te vermoorden en de lijken te bewaren in de kelder van het gebouw aan de Plantystraat. Op 4 juli 1946 drongen leden van de Communistische Politie, het Poolse Volksleger en de Poolse geheime dienst het gebouw binnen en begonnen de aanwezige Joden te vermoorden en hun bezittingen te plunderen. Andere Joden werden naar buiten gedreven, waar ze werden aangevallen door een boze menigte. Twee Poolse politieagenten werden gedood toen enkele Joden zich verweerden.

## De nasleep
Tussen 9 juli en 11 juli 1946 werden twaalf van de burgers die deel uitmaakten van de pogrom berecht door een militair gerechtshof. Negen van hen werden ter dood veroordeeld en de overige drie kregen gevangenisstraffen variërend van zeven jaar tot levenslang. Het nieuws dat zelfs de politie en het leger hadden deelgenomen aan de pogrom verspreidde zich als een lopend vuurtje. De brute moord op de Joden bracht een eind aan de hoop van veel Joden dat zij in Polen gewoon weer hun oude leven konden oppakken. Alleen al in diezelfde maand in 1946 besloten 12.000 Joden om Polen voorgoed te verlaten.

## Pogingen tot uitleg
Decennia later is er in Polen een discussie ontstaan over de pogrom van Kielce en de rol van Poolse burgers hierin. Een officieel onderzoek is door het Poolse Instituut voor Nationale Herinnering (IPN) tussen 1990 en 2004 ingesteld. Er werd hierin niet genoeg bewijs gevonden om nog levende daders van de pogrom te vervolgen, al is er wel een duidelijker zicht op de gebeurtenissen van die dag ontstaan. Volgens de hoofdaanklager Krzysztof Falkiewicz was de rampzalige dag vooral het gevolg van het spontane gedrag van de menigte, gemengd met een reeks toevalligheden. De theorie dat de Sovjets achter de pogrom konden zitten werd verworpen.